# Zhoushan Airport
Zhoushan Airport är en flygplats i Kina. Den ligger i provinsen Zhejiang, i den östra delen av landet, omkring 210 kilometer öster om provinshuvudstaden Hangzhou. Zhoushan Airport ligger 1 meter över havet.
Närmaste större samhälle är Shenjiamen, 6,7 km väster om Zhoushan Airport. 
Genomsnittlig årsnederbörd är 1 783 millimeter. Den regnigaste månaden är juni, med i genomsnitt 312 mm nederbörd, och den torraste är januari, med 53 mm nederbörd.